# Louis Corten
Louis Joseph Marthe Corten (Heerlen, 3 maart 1922 – Maastricht, 4 april 1990) was een Nederlands burgemeester van de KVP.
Na te zijn afgestudeerd in de rechten, ging hij werken bij de gemeenten Eygelshoven en Hoensbroek. Op 1 februari 1953 werd hij burgemeester van de gemeenten Grevenbicht en Obbicht en Papenhoven. In januari 1966 volgde zijn benoeming tot burgemeester van Heer. Op 1 juli 1970 ging die gemeente op in de gemeente Maastricht en in oktober van dat jaar werd Corten burgemeester van Meerssen. Bij de gemeentelijke herindeling in Limburg op 1 januari 1982 kwam een einde aan zijn burgemeesterscarrière. In 1990 overleed hij op 68-jarige leeftijd.